# Warschauer Bibliothek
Warschauer Bibliothek – niemieckojęzyczny kwartalnik ukazujący się w latach 1753–1755, wydawany w Warszawie przez Wawrzyńca Mitzlera de Kolof (również red.). Tematyka pisma obejmowała m.in. historię i literaturę. Ogółem wydano 4 zeszyty.
Pismo powstało z inicjatywy Mitzlera de Kolof, którego zamiarem było wydawanie pierwszego polskiego czasopisma uczonego. Jego pomysł poparł Józef Andrzej Załuski, a gazeta stała się organem biblioteki Załuskich. Publikacja miała wpłynąć na rozwój nauk w kraju oraz propagować polskie wydawnictwa za granicą. Mitzler na łamach kwartalnika krytykował stosunki panujące w Polsce (np. feudalną strukturę społeczeństwa i jego zacofanie). Szlachta oskarżyła go za to o szkalowanie narodu polskiego.